# Stefan Scarperi
Stefan Scarperi (* 1. května 1991) je italský reprezentant ve sportovním lezení, medailista z mistrovství Evropy, mistr Itálie a vítěz Italského poháru v boulderingu.

## Výkony a ocenění
- 2011: vítěz Italského poháru
- 2013: vicemistr Itálie
- 2014: mistr Itálie, vítěz Italského poháru
- 2015: bronz na mistrovství Evropy

### Závodní výsledky
| Mistrovství světa | Mistrovství světa | Mistrovství světa | Mistrovství světa | Mistrovství světa |
| Rok               | 2011              | 2014              | 2016              | 2018              |
| ----------------- | ----------------- | ----------------- | ----------------- | ----------------- |
| Bouldering        | 18                | 33                | 61                | 88                |

| Světový pohár | Světový pohár | Světový pohár | Světový pohár | Světový pohár | Světový pohár | Světový pohár | Světový pohár | Světový pohár |
| Rok           | 2011          | 2012          | 2013          | 2014          | 2015          | 2016          | 2017          | 2018          |
| ------------- | ------------- | ------------- | ------------- | ------------- | ------------- | ------------- | ------------- | ------------- |
| Bouldering    | 0             | 73-75         | 21            | 33            | 32            | ?             | 0             | 0             |
| jednotlivě*   | x             | x             | x             | x             | x             | x             | ,83,          | ,51,65,       |

* poznámka: nalevo jsou poslední závody v roce
| Mistrovství Evropy | Mistrovství Evropy | Mistrovství Evropy |
| Rok                | 2013               | 2015               |
| ------------------ | ------------------ | ------------------ |
| Bouldering         | 33                 | 3                  |

| Mistrovství Itálie | Mistrovství Itálie | Mistrovství Itálie |
| Rok                | 2013               | 2014               |
| ------------------ | ------------------ | ------------------ |
| Bouldering         | 2                  | 1                  |

| Italský pohár | Italský pohár | Italský pohár |
| Rok           | 2011          | 2014          |
| ------------- | ------------- | ------------- |
| Bouldering    | 1             | 1             |

| Mistrovství světa juniorů | Mistrovství světa juniorů |
| Rok                       | 2009 junioři              |
| ------------------------- | ------------------------- |
| Obtížnost                 | 36                        |
| Rychlost                  | 20                        |

| Evropský pohár juniorů | Evropský pohár juniorů | Evropský pohár juniorů | Evropský pohár juniorů | Evropský pohár juniorů | Evropský pohár juniorů | Evropský pohár juniorů |
| Rok                    | 2005 kat. B            | 2006 kat. B            | 2007 kat. A            | 2008 kat. A            | 2009 junioři           | 2010 junioři           |
| ---------------------- | ---------------------- | ---------------------- | ---------------------- | ---------------------- | ---------------------- | ---------------------- |
| Obtížnost              | x                      | x                      | x                      | x                      | x                      | x                      |
| jednotlivě*            | x                      | x                      | x                      | x                      | x                      | x                      |
|                        |                        |                        |                        |                        |                        |                        |
| Rychlost               | —                      | —                      | —                      | —                      | x                      | —                      |
| jednotlivě*            | —                      | —                      | —                      | —                      | ,10,                   | —                      |

* poznámka: nalevo jsou poslední závody v roce